# لوسيل ليسلي
لوسيل ليسلي (بالإنجليزية: Lucille Lisle)‏ هي ممثلة أسترالية، ولدت في 3 يوليو 1908 في ملبورن في أستراليا، وتوفيت في 23 سبتمبر 2004 في رويال تونبريدج ولز ‏ في المملكة المتحدة.

## وصلات خارجية
- لوسيل ليسلي على موقع IMDb (الإنجليزية)
- لوسيل ليسلي على موقع قاعدة بيانات الفيلم (الإنجليزية)